# Béla Barsy
Béla Barsy (n. 24 ianuarie 1906, Rákospalota⁠(d), Budapesta, Ungaria – d. 30 aprilie 1968, Budapesta, Republica Populară Ungară) a fost un actor maghiar de teatru și film, laureat al premiului Kossuth.

## Biografie
Și-a început cariera de actor în 1928 la Cluj. S-a stabilit în Ungaria, unde începând din anul 1929 a primit roluri la teatrele din Budapesta, iar mai târziu a ajuns să joace la teatre provinciale. Din 1940 până în 1944 a făcut parte din trupa Teatrului din Oradea condusă de Bálint Putnik, iar în 1948-1949 a fost actor la Teatrul din Győr. Începând din 1949 a fost actor la Szeged, iar din 1956 până la pensionarea sa, în 1966, a făcut parte din trupa Teatrului Național din Budapesta. Începând din 1951 a jucat și în filme. În 1953 a fost distins cu premiul Kossuth pentru interpretarea rolului principal din piesa Cetatea de foc a lui Mihail Davidoglu.

## Roluri în piese de teatru
- Petru Arjoca (Mihail Davidoglu: Cetatea de foc)
- Tiborc (József Katona: Bánk bán)
- Balga (Mihály Vörösmarty: Csongor și Tünde)
- Fundulea (William Shakespeare: Visul unei nopți de vară)
- Bittó (Mihály Földes: Mélyszántás)
- Varga Antal, ács (Gyula Háy: Az élet hídja)
- Polesaiev (Leonid Rahmanov: Viharos alkonyat)
- Harpagon (Molière: Avarul)
- Józsa (Gyula Illyés: Făclia)
- Stan Mann (Wesker: Gyökerek)
- Earl Scoundrell (Lavreniov: Amerika hangja)
- Varga István, gyári munkás (István Fejér: Bekötött szemmel)
- Hmara (Gyula Háy: Csillagtárna)
- Buda Miklós (Gyula Háy: Erő)
- Jákó István (Endre Barát: Fekete arany)
- Bratschild (Jacques Offenbach: Gerolsteini nagyhercegnő)
- Gerendás Béla (Miklós Gyárfás: Hatszáz új lakás)
- Szemjon Pirogov (Gyakonov: Házasság hozománnyal)
- Werner (Éva Mándi: Hétköznapok hősei)
- Besszemenov (Maksim Gorki: Kispolgárok)
- Haynau (Mór Jókai: Fiii omului cu inima de piatră)
- Szilvai professzor (Ede Szigligeti: Liliomfi)
- Mosolygó Menyhért (Gergely Csiky: Mákvirágok)
- Potapov (Sofronov: Moszkvai jellem)
- Pázmár dr (Kálmán Mikszáth: A Noszty fiú esete Tóth Marival)
- Idősebb matróz (Lavreniov: Összeomlás)
- Professzor (Kipphardt: Shakespeare kerestetik)
- Sztrépet Kirill (Vinikov: Széles mező)
- Dirks, fejvadász (Beecher-Stowe: Tamás bátya kunyhója)
- Andrejev Minájev (Mihailov–Samoilov: Titkos háború)
- Köröm Sándor (Ernő Urbán: Tűzkeresztség)
- Csesznok (Kornyijcsuk: Ukrajna mezőin)
- Petsek (Fucsik: Üzenet az élőknek)
- Pasquale Lojanoco (De Filippo: Vannak még kísértetek)
- Corbaccio (Ben Jonson: Volpone)
- Ford (William Shakespeare: Nevestele vesele din Windsor)

## Filme

### Filme de cinema
- Vihar (1951)
- A harag napja (1953)
- Simon Menyhért születése (1954)
- Életjel (1954)
- Körhinta (1955)
- Hannibál tanár úr (1956)
- Az eltüsszentett birodalom (1956)
- Bakaruhában (1957)
- Csigalépcső (1957)
- Dani (1957)
- Két vallomás (1957)
- Édes Anna (1958)
- Micsoda éjszaka! (1958)
- Vasvirág (1958)
- Égi madár (1958)
- Csempészek (1958)
- Pár lépés a határ (1959)
- Szombattól hétfőig (1959)
- Szerelem csütörtök (1959)
- Bogáncs (1959)
- Kard és kocka (1959)
- Álmatlan évek (1959)
- A harminckilences dandár (1959)
- Ház a sziklák alatt (1959)
- Tegnap (1959)
- A Noszty fiú esete Tóth Marival (1960)
- Az arc nélküli város (1960)
- Két emelet boldogság (1960)
- Hosszú az út hazáig (1960)
- Három csillag (1960)
- A megfelelő ember (1960)
- Puskák és galambok (1961)
- Dúvad (1961)
- Omul de aur (1962)
- Fagyosszentek (1962)
- Húsz évre egymástól (1962)
- Áprilisi riadó (1962)
- Két félidő a pokolban (1962)
- Germinal (1963)
- Asszony a telepen (1963)
- Oldás és kötés (1963)
- Húsz óra (1965)
- Így jöttem (1965)
- Fiii omului cu inima de piatră (1965)
- Zöldár (1965)
- Egy magyar nábob (1966)
- Kárpáthy Zoltán (1966)
- Az első esztendő (1966)
- Szegénylegények (1966)
- Fiúk a térről (1967)
- Keserű igazság (1968)

### Filme de televiziune
- A Veréb utcai csata (1959)
- Rab Ráby (1964)
- Vízivárosi nyár (1964)
- A helység kalapácsa (1965)
- Princ, a katona 1-13. (1966)
- Halász doktor (1968)

## Premii
- Premiul Kossuth (1953)